# Bahnhof Sommerau BL
Der Bahnhof Sommerau ist ein Bahnhof in der Schweizer Gemeinde Gelterkinden. Er liegt an der Hauenstein-Scheitelstrecke. Der Bahnhof besitzt nur ein einziges Gleis. Dieses ist über einen Hausperron mit einer Länge von 75 Meter zugänglich. Er ist mit weniger als 50 Ein- und Aussteigenden pro Tag einer der am wenigsten frequentierten Bahnhöfe der Schweiz.

## Linien
- S 9  Sissach–Läufelfingen–Olten (Läufelfingerli, stündlich mit einzelnen Verdichtungen)